# Paul Stanton
Cet article concerne le joueur de hockey sur glace. Pour l'acteur américain, voir Paul Stanton (acteur).
Pour les articles homonymes, voir Stanton.
Paul Stanton (né le 22 juin 1967 à Boston dans le Massachusetts aux États-Unis) est un joueur professionnel de hockey sur glace qui jouait au poste de défenseur.

## Biographie

### Carrière en club
Stanton a été choisi par les Penguins de Pittsburgh au cours du repêchage d'entrée dans la LNH 1985 en huitième ronde (149e choix au total) mais a préféré joueur au sein de l'Université du Wisconsin pour les Badgers du Wisconsin dans le championnat universitaire et fut nommé dans l'équipe d'étoiles de l'Ouest de l'association en 1988.
Il joue son premier match dans la Ligue nationale de hockey en 1990-1991 pour les Penguins après avoir joué la fin de la saison précédente dans la Ligue internationale de hockey (LIH). Il fait partie de l'équipe qui gagne à deux reprises la Coupe Stanley de la LNH avec les Penguins de Pittsburgh en 1991 et 1992.
À la fin de la saison 1992-1993 de la LNH, il est échangé aux Bruins de Boston puis l'année d'après aux Islanders de New York mais il passe la majeure partie des deux saisons à jouer dans les équipes de la Ligue américaine de hockey affiliées (respectivement les Bruins de Providence et les Grizzlies de Denver).
En 1996, il quitte l'Amérique du Nord pour rejoindre les championnats européens et plus précisément le championnat d'Allemagne de hockey sur glace (DEL). Il jouera pour les franchises suivantes : Adler Mannheim, Nürnberg Ice Tigers et Frankfurt Lions.
En 2004, il rejoint le championnat de Suède de hockey sur glace, l'Elitserien et le club de IF Redhawks Malmo.

### Carrière internationale
Il a joué pour les États-Unis au cours des championnats du monde 1995, 1996 et 1998.

## Statistiques

### Statistiques en club
| Saison     | Équipe                  | Ligue      |     | Saison régulière | Saison régulière | Saison régulière | Saison régulière | Saison régulière |   | Séries éliminatoires | Séries éliminatoires | Séries éliminatoires | Séries éliminatoires | Séries éliminatoires |
| Saison     | Équipe                  | Ligue      | PJ  | B                | A                | Pts              | Pun              | PJ               | B | A                    | Pts                  | Pun                  |                      |                      |
| 1985-1986  | Badgers du Wisconsin    | NCAA       | 34  | 4                | 6                | 10               | 14               |                  |   |                      |                      |                      |                      |                      |
| 1986-1987  | Badgers du Wisconsin    | NCAA       | 41  | 5                | 17               | 22               | 70               |                  |   |                      |                      |                      |                      |                      |
| 1987-1988  | Badgers du Wisconsin    | NCAA       | 45  | 9                | 38               | 47               | 98               |                  |   |                      |                      |                      |                      |                      |
| 1988-1989  | Badgers du Wisconsin    | NCAA       | 45  | 7                | 29               | 36               | 126              |                  |   |                      |                      |                      |                      |                      |
| 1989-1990  | Lumberjacks de Muskegon | LIH        | 77  | 5                | 27               | 32               | 61               | 15               | 2 | 4                    | 6                    | 21                   |                      |                      |
| 1990-1991  | Penguins de Pittsburgh  | LNH        | 75  | 5                | 18               | 23               | 40               | 22               | 1 | 2                    | 3                    | 24                   |                      |                      |
| 1991-1992  | Penguins de Pittsburgh  | LNH        | 54  | 2                | 8                | 10               | 62               | 21               | 1 | 7                    | 8                    | 42                   |                      |                      |
| 1992-1993  | Penguins de Pittsburgh  | LNH        | 77  | 4                | 12               | 16               | 97               | 1                | 0 | 1                    | 1                    | 0                    |                      |                      |
| 1993-1994  | Bruins de Boston        | LNH        | 71  | 3                | 7                | 10               | 54               |                  |   |                      |                      |                      |                      |                      |
| 1994-1995  | Grizzlies de Denver     | LIH        | 11  | 2                | 6                | 8                | 15               |                  |   |                      |                      |                      |                      |                      |
| 1994-1995  | Bruins de Providence    | LAH        | 8   | 4                | 4                | 8                | 4                |                  |   |                      |                      |                      |                      |                      |
| 1994-1995  | Islanders de New York   | LNH        | 18  | 0                | 4                | 4                | 9                |                  |   |                      |                      |                      |                      |                      |
| 1995-1996  | Adler Mannheim          | DEL        | 47  | 12               | 24               | 36               | 88               |                  |   |                      |                      |                      |                      |                      |
| 1996-1997  | Adler Mannheim          | DEL        | 50  | 5                | 26               | 31               | 64               |                  |   |                      |                      |                      |                      |                      |
| 1997-1998  | Adler Mannheim          | DEL        | 47  | 10               | 25               | 35               | 72               |                  |   |                      |                      |                      |                      |                      |
| 1998-1999  | Adler Mannheim          | DEL        | 38  | 6                | 16               | 22               | 52               |                  |   |                      |                      |                      |                      |                      |
| 1999-2000  | Adler Mannheim          | DEL        | 56  | 2                | 19               | 21               | 77               | 4                | 0 | 1                    | 1                    | 37                   |                      |                      |
| 2000-2001  | Ice Tigers de Nuremberg | DEL        | 49  | 11               | 19               | 30               | 104              | 4                | 1 | 1                    | 2                    | 26                   |                      |                      |
| 2001-2002  | Ice Tigers de Nuremberg | DEL        | 57  | 7                | 29               | 36               | 94               | 4                | 1 | 1                    | 2                    | 8                    |                      |                      |
| 2002-2003  | Lions de Francfort      | DEL        | 49  | 10               | 22               | 32               | 167              |                  |   |                      |                      |                      |                      |                      |
| 2003-2004  | Lions de Francfort      | DEL        | 52  | 8                | 30               | 38               | 104              | 15               | 1 | 9                    | 10                   | 36                   |                      |                      |
| 2004-2005  | Malmö IF                | Elitserien | 6   | 0                | 1                | 1                | 27               |                  |   |                      |                      |                      |                      |                      |
| Totaux LNH | Totaux LNH              | Totaux LNH | 295 | 14               | 49               | 63               | 262              | 44               | 2 | 10                   | 12                   | 66                   |                      |                      |

### Statistiques en équipe nationale
| Année | Équipe     | Compétition          |   | PJ | B | A | Pts | Pun                |  | Résultats |
| 1995  | États-Unis | Championnat du monde | 6 | 2  | 1 | 3 | 4   | Sixième place      |  |           |
| 1996  | États-Unis | Championnat du monde | 7 | 0  | 0 | 0 | 4   | Médaille de bronze |  |           |
| 1998  | États-Unis | Championnat du monde | 5 | 0  | 0 | 0 | 0   | Douzième place     |  |           |